# Kepler-1708b
Kepler-1708b (anteriormente conocido como KIC 7906827.01) es un exoplaneta del tamaño de Júpiter que orbita alrededor de la estrella Kepler-1708, similar al Sol, ubicada en la constelación de Cygnus, aproximadamente a 5.600 años luz de la Tierra. Fue detectado por primera vez en 2011 por la misión Kepler de la NASA utilizando el método de tránsito, pero no fue identificado como planeta candidato hasta 2019. En 2021, una exoluna candidata del tamaño de Neptuno en órbita alrededor de Kepler-1708b fue encontrado por el astrónomo David Kipping y sus colegas en un análisis utilizando datos del tránsito de Kepler.